# رژ لب زیر برقع من
رژ لب زیر برقع من (به هندی: Lipstick Waale Sapne؛ به انگلیسی: Lipstick Under My Burkha) یک فیلم بالیوودی به زبان هندی است. این فیلم با کارگردانی آلانکریتا شریواستاوا و تهیه‌کنندگی پراکاش جها تولید شده است. کونکونا سن شارما و راتنا پاتاک نقش اصلی این فیلم را بازی می‌کنند.
فیلم «رژ لب زیر برقع من» در مورد رؤیاها و خواست‌های چهار زنی است که در شهر کوچکی در هند زندگی می‌کنند.
این فیلم برای نخستین بار در جشنواره بین‌المللی فیلم توکیو به نمایش گذاشته شد و از آن به بعد چندین جایزه در جشنواره‌های فیلم جهانی را از آن خود کرد. از جمله جشنواره فیلم بمبئی، که در آن برنده روح آسیایی شد و جایزه آکسفام برای بهترین فیلم در مطرح کردن برابری جنسیتی.

## سانسور
در ژانویه ۲۰۱۷ این فیلم به دلیل آنچه استفاده بیش از حد از زنان و زن‌گرایی، وجود صحنه‌های جنسی و زبان توهین‌آمیز خوانده شده بود، موفق به دریافت مجوز در هند نشد. شورای مرکزی انجمن صادر کننده مجوز فیلم شکایت کرده بود که این فیلم در کنار کلمات توهین‌آمیز و پورنوگرافی صوتی (سکس تلفنی)، می‌تواند به احساسات مذهبی مسلمانان نیز صدمه وارد کند.
الانکریتا شریواستاوا، کارگردان این فیلم، ممنوعیت پخش فیلم را به عنوان حمله به حقوق زنان توصیف کرد و در دادگاه تجدید نظر آن را به چالش کشید. او گفت دیدگاه زنانه این فیلم سانسورگران را «ناراحت» ساخته است.
در آوریل ۲۰۱۷ مقامات اداره تجدید نظر سانسور فیلم در هند، به این فیلم مجوز نمایش «فقط برای بزرگسالان» را داد و هم‌زمان از کارگردان آن خواست تا برخی از صحنه‌ها را حذف کند. گزارش شده است که از فیلمساز همچنین خواسته شده تا چند کلمه از جمله موردی که اشاره به روسپیان شده، را حذف کند.